# الإقليم الآسيوي الباسيفيكي للمرشدات
الإقليم الآسيوي الباسيفيكي للمرشدات هو المكتب الشعبي التابع لجمعية العالمية للمرشدات وفتيات الكشافة، ومقره في مدينة ماكاتي، الفلبين، أستراليا؛ واليابان. خدمات الجمعية العالمية للمرشدات وآسيا المحيط الهادئ التوجيهية في منطقة أرض جنوب آسيا في روسيا في آسيا والجزء الأكبر من حوض المحيط الهادي.